# شالوجن

قدم زدن یک شالوجن

شالوجن (به انگلیسی: Xiaoluren با تلفظ Hsiao-lu-jen؛ به چینی سنتی: 小綠人؛ پین‌یین: Xiǎolǜrén وید جایلز: Hsiao3-lü4-jen2؛ چینی سنتی: 行人倒數計時顯示 رسمی: 行人倒數計時顯示، به معنی: «نمایش شمارش معکوس عابر پیاده»؛ به آلمانی: Ampelmännchen به معنی: «چراغ راهنمایی مرد کوچک») سیستم چراغ راهنمایی انیمیشن‌دار در جمهوری خلق چین است. این سیستم برای اولین بار در شهر تایپه در سال ۱۹۹۹ اجرا شد و در عرض چند سال مورد استفاده گسترده در سراسر کشور قرار گرفت.
نور صفحه نمایش، تصویری متحرک از یک مرد کوچک سبز رنگ که کلاه دارد را در هفت فریم با سرعت‌های متغیر نشان می‌دهد. این علامت همچنین در برخی از نقاط اسپانیا به خصوص در سویل همراه با یک تایمر شمارش معکوس بکار می‌رود.
شکلی مشابه به عنوان علامت عبور برای اولین بار در برلین شرقی در سال ۱۹۶۱ دیده شد که با نام محلی آمپرمنهن (به آلمانی: Ampelmännchen) نامیده شد. این تصویر ثابت بود و نه متحرک.
موتور جستجوی گوگل روز ۱۸ مارس ۲۰۱۶، لوگوی گوگل دودل خود را به مناسبت هفدهمین سالگرد استفاده از شالوجن تغییر داد.